# Cajonera

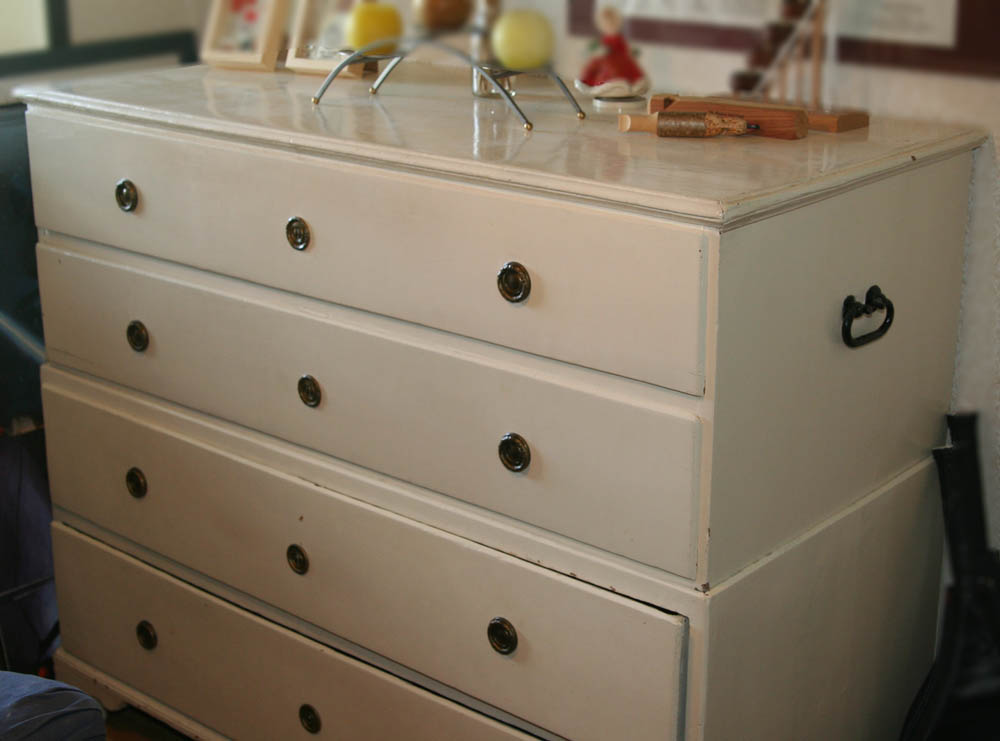
Cajonera.

Se llama cajonera a un mueble compuesto en su totalidad por cajones que se utilizan para guardar ropa, juguetes u otros enseres. En el español de España, este mueble se suele llamar cómoda, mientras que la cajonera tiene otro significado (véase la definición de cómoda en el DRAE y la de cajonera.)
Las cajoneras son muebles muy bien aprovechados pues destinan la mayor parte del espacio disponible a su función principal que es la de contener objetos. Por lo general, están formadas por una estructura sencilla de madera de marco estrecho, cuya única función es la de contener un alto número de cajones. No suelen tener patas o las tienen muy bajas, cubriendo estos toda la superficie frontal del mueble y llegando a niveles cercanos al suelo.
Las cajoneras son muebles habituales en los cuartos infantiles en donde pueden decorarse con cenefas estampadas o pintarse de llamativos colores. También sirven para aprovechar espacios muertos o con poca utilidad como los que se encuentran debajo de una escalera o detrás de una puerta de acceso.
Se llama cajonera también a la pieza situada en el interior del armario que está formada por cajones en los que se guardan las prendas y complementos de vestir de menor tamaño. Suelen llegar a media altura y sobre ella se colocan baldas o perchas y se utilizan como soporte para apoyar otras prendas.